# Comté de Cass (Texas)
Pour les articles homonymes, voir Comté de Cass.
Le comté de Cass, en anglais : Cass County, est un comté situé dans le nord-est de l'État du Texas aux États-Unis. Il est nommé en l'honneur de Lewis Cass, un sénateur du Michigan qui a soutenu l'annexion américaine de la république du Texas. Le siège du comté est Linden. Selon le recensement des États-Unis de 2020, sa population est de 28 454 habitants. Le comté a une superficie de 2 487 km2, dont 2 428 km2 en surfaces terrestres.

## Comtés adjacents
|                 | Comté de Bowie  | Comté de Miller Arkansas    |
| Comté de Morris | comté de Cass   |                             |
|                 | Comté de Marion | Paroisse de Caddo Louisiane |

## Démographie
| Groupe                           | Comté de Cass | Texas | États-Unis |
| -------------------------------- | ------------- | ----- | ---------- |
| Blancs                           | 79,0          | 70,4  | 72,4       |
| Afro-Américains                  | 17,5          | 11,9  | 12,6       |
| Métis                            | 1,4           | 2,5   | 2,7        |
| Autres                           | 1,3           | 10,1  | 6,4        |
| Amérindiens                      | 0,5           | 0,7   | 0,9        |
| Asiatiques                       | 0,3           | 3,8   | 4,8        |
| Total                            | 100           | 100   | 100        |
|                                  |               |       |            |
| Hispaniques et Latino-Américains | 3,46          | 37,9  | 16,7       |